# Наглядач (роман)
«Наглядач» (рос. Смотритель) — двотомний роман російського письменника Віктора Пелевіна, який вийшов у вересні 2015 року. У першій частині, «Ордені жовтого прапора», розповідається про російського імператора Павла Першого, який нібито інсценував свою смерть, щоб непомітно покинути Петербург. Правитель, який також був алхіміком і гіпнотизером, відбув в паралельний світ Іділліум і став його першим Наглядачем. У другій книзі під назвою «Залізна безодня» розповідається про іншого наглядача Іділліума Алексіса де Киже.
«Жанрова форма нового твору, одночасно містичного і реалістичного, отримала назву «перекид мислення». Він стане прямим відсиланням до літературних традицій Карлоса Кастанеди і його «Сили тиші» — відзначили в видавництві «Ексмо». «„Наглядач“ про те, що… втім, про що цей роман насправді, буде залежати від читача і його вибору», — випливає з анотації до книги.